# Matt Nover
Matthew Joseph Nover, detto Matt (Chesterton, 23 settembre 1970), è un allenatore di pallacanestro ed ex cestista statunitense naturalizzato portoghese.
Ha partecipato, assieme ad altri giocatori come Anfernee Hardaway, Shaquille O'Neal e Bob Cousy, al film Blue Chips - Basta vincere.

## Palmarès
- AAU National Championships All-America (2003)
- Campione LEB1 (2003)